# تاردونی
تاردونی (به انگلیسی: Tardunni، اکدی: 𒋻... 𒂅... 𒉌) پسر ایکی، پادشاه قبایل لولوبی، در اواخر هزاره سوم پیش از میلاد بود.

## نقش برجسته
او در نقش برجسته خود با سلاح و زیرپا گذاشتن دشمنان دیده می‌شود. در کنار نقش برجسته، کتیبه ای به زبان اکدی وجود دارد که به حفاظت از ایزدان شمش و آداد اشاره می‌کند.